# Tiedong (Siping)
Tiedong (chinesisch 鐵東區 / 铁东区,  Tiědōng Qū) ist ein nordostchinesischer Stadtbezirk der bezirksfreien Stadt Siping im südwestlichen Teil der Provinz Jilin. Er hat eine Fläche von 571 km² und zählt 334.884 Einwohner (Stand: Zensus 2010).

## Administrative Gliederung
Auf Gemeindeebene setzt sich der Stadtbezirk aus acht Straßenvierteln, drei Großgemeinden und einer Gemeinde zusammen.